# Mario Castellacci
Mario Castellacci (* 16. Juli 1925 in Reggio Calabria; † 4. Dezember 2002 in Todi) war ein italienischer Drehbuchautor.

## Leben
Castellacci wirkte als Journalist, Humorist und Radioautor; er gründete 1965 mit Pier Francesco Pingitore, Luciano Cirri und Piero Palumbo das legendäre römische Kleinkunsttheater Bagagino. Sieben Jahre später verlegte er seine Wirkungsstätte in den Salone Margharita. Für Pingitore verfasste er sämtliche Drehbücher zu dessen Filmen mit Pippo Franco, der bereits regelmäßiger Gast auf seinen Bühnen gewesen war, und war bei zweien Pingitores Ko-Regisseur.
Castellaccis letzte Drehbucharbeiten waren für Fernsehserien. 1998 veröffentlichte er seine Biografie; er war Autor zahlreicher Lieder.

## Filmografie (Auswahl)
- 1974: L'ammazzatina
- 1990: Villa Arzilla (Fernsehserie)